# Carlbury
Carlbury – osada w Anglii, w hrabstwie Durham. Leży 28 km na południe od miasta Durham i 352 km na północ od Londynu.